# Armaan
Armaan (hindi: अर्मान, urdu: ارمان tłumaczenie: Pragnienie, niemiecki tytuł: "Armaan – Liebe ist nicht käuflich") to bollywoodzki dramat rodzinny zrobiony w języku hindi-urdu wyreżyserowany przez debiutantkę Honey Irani, dotychczas scenarzystkę np. Krrish, Koi... Mil Gaya, czy Darr. W rolach głównych Amitabh Bachchan, Anil Kapoori Preity Zinta. W drugoplanowych Gracy Singh i Randhir Kapoor. To pierwsza rola negatywna Preity Zinta, za którą otrzymała nominację do Nagrody Filmfare za Najlepszą Rolę Negatywną. Film był przedstawiany na Festiwalu Filmowym w Cannes.

## Obsada
- Amitabh Bachchan – Dr. Siddharth Sinha
- Anil Kapoor – Dr. Akash Sinha
- Preity Zinta – Soniya Kapoor – nominację do Nagrody Filmfare za Najlepszą Rolę Negatywną, nominacja do Nagrody Screen Weekly za Najlepszą Rolę Negatywną
- Gracy Singh – Dr. Neha Mathur
- Randhir Kapoor – Gulshan Kapoor
- Aamir Bashir – dr. SAnjay

## Muzyka
Muzykę do filmu skomponowało trio Shankar-Ehsaan-Loy. Teksty piosenek napisał scenarzysta filmu Javed Akhtar.
| Piosenkę                    | śpiewa                                                              |
| --------------------------- | ------------------------------------------------------------------- |
| Aao Milke Gaayen Aisa Gaana | Mahalakshmi Iyer, Shankar Mahadevan, Udit Narayan, Amitabh Bachchan |
| Jaane Yeh Kya Ho Gaya       | Alka Yagnik, Shankar Mahadevan                                      |
| Jugal Bandi – Instrumental  |                                                                     |
| Main Gaoon Tum Gao          | Mahalakshmi Iyer, Shaan, Udit Narayan                               |
| Mere Dil Ka Tumse Yeh Kehna | K. S. Chitra                                                        |
| Meri Zindagi Mein Aaye Ho   | Sonu Nigam, Sunidhi Chauhan                                         |
| Tu Hi Bata Zindagi          | Roop Kumar Rathod                                                   |
| Tu Hi Bata Zindagi          | Shreya Ghosal                                                       |